# Racing White Daring Molenbeek (47)

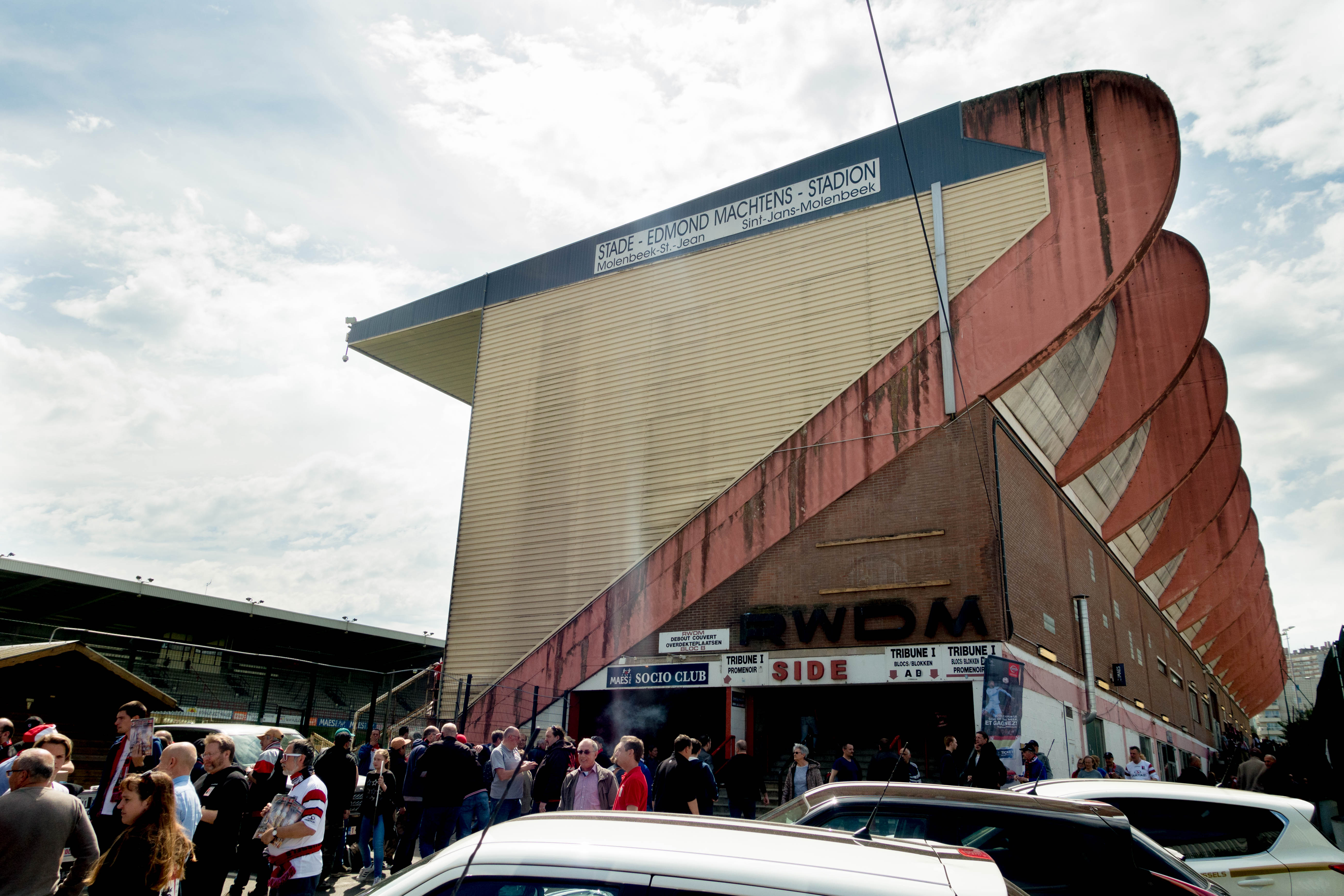
De hoofdtribune van het Edmond Machtensstadion in 2017.

Racing White Daring Molenbeek, kortweg RWDM genoemd, was een Belgische voetbalclub uit Brussel. De club was aangesloten bij de KBVB met stamnummer 47 en ontstond uit de fusie tussen Racing White (zelf ontstaan uit een eerdere fusie tussen Racing Club Brussel en White Star AC) en Daring Club Molenbeek.

## Geschiedenis
In de geschiedenis van de ploeg zijn een aantal Brusselse clubs en naamsveranderingen betrokken. Het stamnummer 47 van RWDM was afkomstig van White Star, en later Racing White. De clubs Racing Club en Daring Club waren andere clubs die door fusies zouden opgaan in RWDM.

### White Star
White Star werd opgericht in 1909 door studenten van het Sint-Bonifaciusinstituut van Elsene, en speelde in de kleuren van het instituut: rood-wit. Er werd aan de uitrusting een witte ster toegevoegd om zich te onderscheiden van de andere clubs die deze kleuren droegen, zo kwam de club aan zijn naam White Star Club (de Bruxelles). Als White Star Athletic Club werd de club lid van de UBSSA en kreeg stamnummer 47, het nummer van het latere RWDM. In 1922 werd de naam White Star Woluwe AC, in 1935 Royal White Star AC. Het eerste stadion was in het Tervurenpark. Later werd aan de Tervurenlaan, de Hertogstraat en ten slotte gedurende ruim 40 jaar aan de Kellestraat gespeeld.
In 1924 promoveerde de club voor het eerst naar Eerste klasse, maar het verblijf daar duurde maar één seizoen. Tien jaar later lukte het opnieuw om de hoogste afdeling te bereiken en de ploeg zou daar blijven tot 1947. De vedette toen was Arsène Vaillant, de latere sportcommentator van de RTB. In 1946 eindigde de club vijfde in de competitie, de hoogste positie ooit.

### Racing Club Brussel
Racing Club werd opgericht in 1891. Dit was aanvankelijk een atletiekclub, maar in 1894 kreeg de club ook een voetbalafdeling Racing Foot-Ball Club. De club speelde met zwart-witte kleuren. In 1895 sloot de club aan bij de UBSSA (voorloper KBVB) als Racing Club de Bruxelles, in 1921 werd dit Royal Racing Club de Bruxelles. Deze ploeg had stamnummer 6. De ploeg had voor de Eerste Wereldoorlog zijn beste jaren gekend, daarna speelde de ploeg niet vaak meer mee voor de prijzen, of zakte die naar lagere afdelingen. In 1963 zou de club fuseren met White Star. Daarbij bleef het stamnummer 47 van White Star behouden. Om het schrappen van stamnummer 6 te vermijden, verwisselde Racing Club vooraf van stamnummer met K. Sport Sint-Genesius-Rode, deze laatste is zo op papier de opvolger van Racing Club, en de ploeg achter het oude Racing Club zou de fusie aangaan onder het stamnummer 1274 van Sint-Genesius-Rode
De naam Racing Club zou in 1985 weer opduiken met de oprichting van een nieuwe club met stamnummer 9012, maar deze naam zou later door fusies weer verdwijnen.

### Racing White
In 1963 fuseerden Racing Club en White Star tot Royal Racing White met stamnummer 47. Deze ploeg werkte zich op tot de hoogste reeks en haalde daar goede resultaten. Een andere club nam dat jaar deels de naam "White Star" en het embleem met de witte ster over, namelijk Woluwé FC dat zijn naam wijzigde in White Star Woluwé FC (stamnummer 5750).
Racing White speelde in 1969 een bekerfinale die het verloor van Lierse, en haalde ook Europees voetbal in 1972/73 (er werd echter in de eerste ronde al verloren van het bescheiden Portugese GD CUF Barreiro). Het succes van de ploeg slaagde er echter niet in om voor veel toeschouwers te zorgen, en zo werd toenadering gezocht tot Daring. Racing droeg hiertoe een toekomstige kampioensploeg en Europees voetbal aan.

### Daring Molenbeek
Daring Club de Bruxelles, in 1970 naar Daring Club Molenbeek hernoemd, was in 1895 opgericht, en fuseerde de daaropvolgende jaren nog met enkele Brusselse clubs. De club had de kleuren rood-zwart en had stamnummer 2. De club zou een van de succesvolle Brusselse clubs worden en een rivaal van stadsgenoot Union Saint-Gilles. In 1912, 1914, 1921, 1936 en 1937 haalde Daring de landstitel binnen, in 1935 de Belgische Beker. In 1935 maakte Daring ook een einde aan de historische reeks van Union Sint-Gilles dat 60 matchen ongeslagen was gebleven. Na de Tweede Wereldoorlog wisselden de prestaties van Daring wat af, met enkele malen een promotie en degradatie en ook enkele Europese matchen, weliswaar in de Beker der Jaarbeurssteden. In 1969 zakte de ploeg weer definitief naar Tweede. In 1970 ten slotte werd de naam Royal Daring Club Molenbeek. De club zou toch nog de finale van de Beker van België halen, maar verloor daar met 6-1 van RFC Brugeois. De ploeg wou opnieuw naar Eerste, maar uiteindelijk zou een samenwerking met Racing White daarvoor nodig zijn. Daring zou het stadion en de trouwe supporters leveren.

## Fusie
Op 1 juli 1973 ontstond Racing White Daring Molenbeek als fusie van de twee clubs. De ploeg hield het stamnummer 47 en speelde in het Oscar Bossaertstadion van Daring dat nu tot Edmond Machtensstadion was omgedoopt (genoemd naar burgemeester Edmond Machtens van Molenbeek). Michel Verschueren, als conditietrainer meegekomen van Daring Molenbeek, introduceerde bij de fusieclub het nieuwe clubembleem (de 'écusson'), een ontwerp van pr-verantwoordelijke Jo Tielemans. Het eerste seizoen 1973/74 werd RWDM direct derde, en haalde zo opnieuw Europees voetbal. 

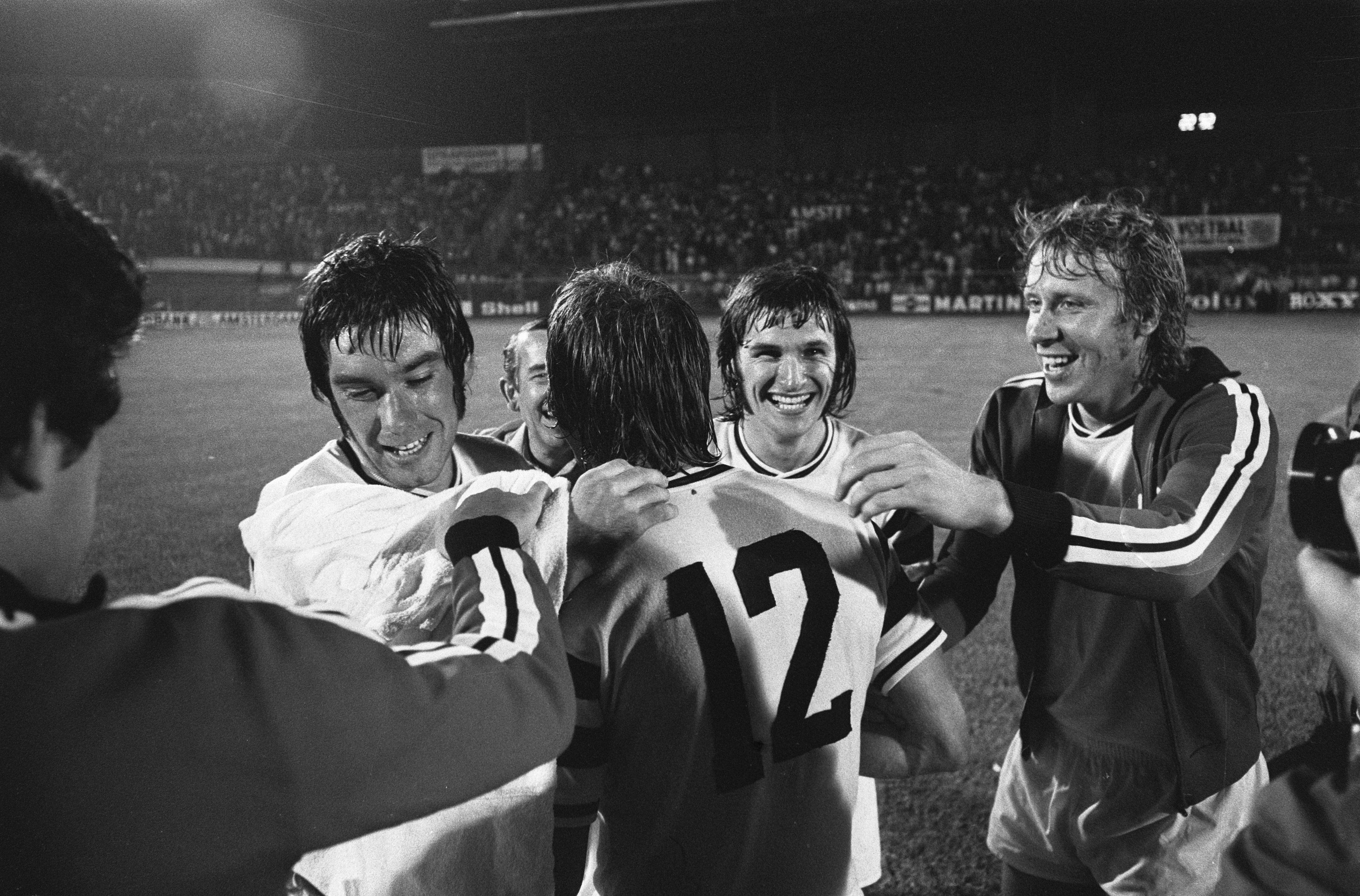
RWDM-spelers vieren de overwinning tegen Ajax in de finale van het Amsterdam toernooi in 1975

Het seizoen erna werd de ploeg kampioen. Het speelde van 1973/74 tot 1977/78 ook 5 seizoen na elkaar Europees voetbal om daar 14 wedstrijden ongeslagen blijven. In 1976/77 werd na het uitschakelen van Næstved IF (Den), Wisła Kraków (Pol), Schalke 04 (Dui) en Feyenoord (Ned) zelfs de halve finale van de UEFA Cup gehaald, waar het met een 1-1 en 0-0 gelijkspel uitgeschakeld werd door Athletic Bilbao (Spa). In 1980 en 1996 zou de ploeg nogmaals Europees spelen, maar speelde toen slechts één ronde. Het ging steeds minder, en de ploeg degradeerde in 1984 voor één seizoen. In 1989 gebeurde dit opnieuw. In 1998, toen er steeds meer problemen opdoken, degradeerde de ploeg weer naar Tweede Klasse. Na drie jaar kon men in 2001 toch weer naar Eerste Klasse stijgen. Het seizoen 2001/02 zou echter het laatste worden van de club. Er waren grote financiële problemen, men kon niemand meer uitbetalen, en men slaagde er niet in om een proflicentie te behalen. De ploeg moest degraderen naar Derde Klasse, en uiteindelijk werd de ploeg die veel schulden had door de bond geschrapt. RWDM verdween.

## Nageschiedenis
Het stamnummer 6 van Racing Brussel speelt nog verder tegenwoordig als KFC Rhodienne-De Hoek in de lagere reeksen.

### FC Brussels (2003-2014)
Een andere club, KFC Strombeek, werd door Johan Vermeersch, die jarenlang bij RWDM actief was geweest, overgenomen, en ging in het Edmond Machtensstadion spelen als het uiteindelijke FC Brussels. Deze ploeg (met stamnummer van Strombeek), is voor de meeste supporters het vervolg van het roemrijke RWDM geweest. Op 29 april 2013 maakte FC Brussels echter bekend dat het de naam RWDM terug zou oppikken, dit onder druk van de supporters die al jaren aandrongen op een terugkeer naar het magische vierletterwoord. RWDM Brussels FC ging in 2014 echter al in vereffening en verdween. FC Brussels ging in 2014 failliet.

### RWDM 2003 (2003-2014)
Degenen die zich niet bij FC Brussels wilden aansluiten, kwamen in 2003 met een nieuw opgerichte club Racing Whitestar Daring Molenbeek om de letters RWDM in leven te houden. Deze ploeg met stamnummer 9449 moest echter in de laagste provinciale voetbalklasse van start gaan. In 2010 wijzigde deze club haar naam in Racing White Daring Molenbeek 2003. Het stond al die jaren in de schaduw van FC Brussels. Na elf jaar ging RWDM 2003 failliet, in hetzelfde jaar als FC Brussels.
In juni 2012 maakte nam een groep nostalgische misnoegde supporters via een groep rond Michel De Wolf zijn voornemen kenbaar om het stamnummer 9026 van de in financiële nood verkerende derdenationaler FC Bleid-Gaume, over te nemen. Die club zou in het seizoen 2012-2013 zijn thuiswedstrijden spelen op het derde terrein van het Edmond Machtensstadion. Vanaf het seizoen 2013-2014 zou onder het stamnummer 9026 van Bleid verdergegaan worden als RWDM 47 in derde klasse, op voorwaarde dat de fusie door de KBVB zou aanvaard worden. Het stamnummer 9449 zou hierbij verdwijnen. De fusieplannen gingen echter niet door. Vincent Kompany investeerde namelijk in de voetbalclub FC Bleid-Gaume en maakte bekend dat die club vanaf 2013-2014 BX Brussels zal heten.

### RWDM (2014-heden)
In december 2014 werd er een supportersfederatie opgericht. Een nieuw project om de letters RWDM nieuw leven in te blazen werd opgezet door Brusselse zakenlui Thierry Dailly en mededankzij de supporters van RWDM. Men nam in 2015 het stamnummer 5479 over van Standaard Wetteren, dat in een fusie opging met Wetteren-Kwatrecht. De club ging onder de oude naam Racing White Daring Molenbeek spelen in vierde nationale voor het seizoen 2015-2016. In seizoen 2016-2017 en 2017-2018 werd RWDM twee keer op rij kampioen en het trad sinds het seizoen 2018-19 aan in de eerste amateurklasse. Door licentieproblemen in eerste klasse B kon RWDM (dat zijn proflicentie toen al op zak had) naar deze profklasse promoveren sinds het seizoen 2020-2021. In 2023 werd RWDM kampioen in deze tweede klasse, waardoor het vanaf 2023-2024 in de Jupiler Pro League speelt.

## Erelijst
RWDM droeg het stamnummer 47 van White Star, en later van Racing White, en is zo eigenlijk de voortzetting van deze clubs en kan enkel op hun palmares aanspraak maken. De fusieclub kan geen aanspraak maken op de erelijst van Racing CB en Daring CB.
Belgisch landskampioen
winnaar (1): 1974/75 (als RWDM)
Tijdens de Tweede Wereldoorlog werd in 1940/41 een officieuze competitie gespeeld, die door Lierse werd gewonnen, White Star eindigde toen tweede.
Beker van België
finalist (1): 1969 (als Racing White)
Trofee Jules Pappaert
winnaar (1): 1975
Individuele trofeeën
Enkele spelers behaalden een prijs toen ze voor de club speelden:
Topscorer (1)
1937 (Jean Collet) (als White Star)
Gouden Schoen (2)
1973 (Maurice Martens) (als Racing White), 1975 (Johan Boskamp) (als RWDM)

## Resultaten
| Als White Star Athletic Club                                                            |    |    |    |     |                                                                     |                                                                     | |                                                                     |
| 1912/13                                                                                 |    |    |    | 1   | Tweede Prov. Brab.                                                  | 24                                                                  | |                                                                     |
| 1913/14                                                                                 |    |    |    | 1   | Tweede Prov. Brab.                                                  | 21                                                                  | |                                                                     |
| 1914/15                                                                                 |    |    |    |     |                                                                     |                                                                     | Geen competitie door Wereldoorlog I                                                                             |                                                                     |
| 1915/16                                                                                 |    |    |    |     |                                                                     |                                                                     | Geen competitie door Wereldoorlog I                                                                             |                                                                     |
| 1916/17                                                                                 |    |    |    |     |                                                                     |                                                                     | Geen competitie door Wereldoorlog I                                                                             |                                                                     |
| 1917/18                                                                                 |    |    |    |     |                                                                     |                                                                     | Geen competitie door Wereldoorlog I                                                                             |                                                                     |
| 1918/19                                                                                 |    |    |    |     |                                                                     |                                                                     | Geen competitie door Wereldoorlog I                                                                             |                                                                     |
| 1919/20                                                                                 |    |    |    | 1   | Tweede Prov.B Brab.                                                 | 32                                                                  | 2de Eindronde                                                                                                   |                                                                     |
| 1920/21                                                                                 |    |    |    | 1   | Tweede Prov. Brab.                                                  | 32                                                                  | |                                                                     |
| 1921/22                                                                                 |    |    |    | 1   | Tweede Prov. Brab.                                                  | 20                                                                  | |                                                                     |
| Als White Star Woluwe Athletic Club                                                     |    |    |    |     |                                                                     |                                                                     | |                                                                     |
| 1922/23                                                                                 |    |    | 7  |     | Eerste Afdeling                                                     | 28                                                                  | |                                                                     |
| 1923/24                                                                                 |    |    | 1  |     | Eerste Afdeling B                                                   | 39                                                                  | |                                                                     |
| 1924/25                                                                                 | 14 | 14 |    |     | Ere Afdeling                                                        | 14                                                                  | |                                                                     |
|                                                                                         | I  | I  | II | III | Vanaf 1925/26 zijn er 3 nationale niveaus                           | Vanaf 1925/26 zijn er 3 nationale niveaus                           | Vanaf 1925/26 zijn er 3 nationale niveaus                                                                       | Vanaf 1925/26 zijn er 3 nationale niveaus                           |
| 1925/26                                                                                 |    |    | 4  |     | Eerste Afdeling A                                                   | 30                                                                  | |                                                                     |
| 1926/27                                                                                 |    |    | 10 |     | Eerste Afdeling                                                     | 23                                                                  | |                                                                     |
| 1927/28                                                                                 |    |    | 8  |     | Eerste Afdeling                                                     | 24                                                                  | |                                                                     |
| 1928/29                                                                                 |    |    | 11 |     | Eerste Afdeling                                                     | 22                                                                  | |                                                                     |
| 1929/30                                                                                 |    |    | 12 |     | Eerste Afdeling                                                     | 18                                                                  | |                                                                     |
| 1930/31                                                                                 |    |    |    | 3   | Derde klasse B                                                      | 37                                                                  | |                                                                     |
| 1931/32                                                                                 |    |    | 6  |     | Eerste Afdeling B                                                   | 26                                                                  | |                                                                     |
| 1932/33                                                                                 |    |    | 3  |     | Eerste Afdeling A                                                   | 33                                                                  | |                                                                     |
| 1933/34                                                                                 |    |    | 1  |     | Eerste Afdeling A                                                   | 41                                                                  | |                                                                     |
| 1934/35                                                                                 | 10 | 10 |    |     | Ere Afdeling                                                        | 21                                                                  | |                                                                     |
| Als Royal White Star Woluwe Athletic Club                                               |    |    |    |     |                                                                     |                                                                     | |                                                                     |
| 1935/36                                                                                 | 11 | 11 |    |     | Ere Afdeling                                                        | 21                                                                  | |                                                                     |
| 1936/37                                                                                 | 6  | 6  |    |     | Ere Afdeling                                                        | 29                                                                  | |                                                                     |
| 1937/38                                                                                 | 10 | 10 |    |     | Ere Afdeling                                                        | 25                                                                  | |                                                                     |
| 1938/39                                                                                 | 10 | 10 |    |     | Ere Afdeling                                                        | 22                                                                  | |                                                                     |
| 1939/40                                                                                 |    |    |    |     |                                                                     |                                                                     | Competitie niet volledig afgewerkt door Wereldoorlog II. White Star stond 9e na 10 speeldagen                   |                                                                     |
| 1940/41                                                                                 | 1  | 1  |    |     | Ere Afdeling A                                                      | 13                                                                  | Verlies (1-3) in titelwedstrijd tegen Lierse SK                                                                 |                                                                     |
| 1941/42                                                                                 | 11 | 11 |    |     | Ere Afdeling                                                        | 23                                                                  | |                                                                     |
| 1942/43                                                                                 | 10 | 10 |    |     | Ere Afdeling                                                        | 26                                                                  | |                                                                     |
| 1943/44                                                                                 | 11 | 11 |    |     | Ere Afdeling                                                        | 26                                                                  | |                                                                     |
| 1944/45                                                                                 |    |    |    |     |                                                                     |                                                                     | Competitie niet volledig afgewerkt door Wereldoorlog II. White Star stond 11e na 21 speeldagen                  |                                                                     |
| 1945/46                                                                                 | 5  | 5  |    |     | Ere Afdeling                                                        | 39                                                                  | |                                                                     |
| 1946/47                                                                                 | 16 | 16 |    |     | Ere Afdeling                                                        | 28                                                                  | |                                                                     |
| 1947/48                                                                                 |    |    | 2  |     | Eerste Afdeling B                                                   | 41                                                                  | |                                                                     |
| 1948/49                                                                                 |    |    | 3  |     | Eerste Afdeling A                                                   | 41                                                                  | |                                                                     |
| 1949/50                                                                                 |    |    | 3  |     | Eerste Afdeling A                                                   | 37                                                                  | |                                                                     |
| 1950/51                                                                                 |    |    | 2  |     | Eerste Afdeling A                                                   | 48                                                                  | |                                                                     |
| 1951/52                                                                                 |    |    | 7  |     | Eerste Afdeling A                                                   | 34                                                                  | |                                                                     |
|                                                                                         | I  | I  | II | III | Vanaf 1952/53 zijn er 4 nationale niveaus en wijzigen de reeksnamen | Vanaf 1952/53 zijn er 4 nationale niveaus en wijzigen de reeksnamen | Vanaf 1952/53 zijn er 4 nationale niveaus en wijzigen de reeksnamen                                             | Vanaf 1952/53 zijn er 4 nationale niveaus en wijzigen de reeksnamen |
| 1952/53                                                                                 |    |    | 3  |     | Tweede Klasse                                                       | 37                                                                  | |                                                                     |
| 1953/54                                                                                 |    |    | 5  |     | Tweede Klasse                                                       | 32                                                                  | |                                                                     |
| 1954/55                                                                                 |    |    | 8  |     | Tweede Klasse                                                       | 30                                                                  | |                                                                     |
| 1955/56                                                                                 |    |    | 4  |     | Tweede Klasse                                                       | 34                                                                  | |                                                                     |
| 1956/57                                                                                 |    |    | 7  |     | Tweede Klasse                                                       | 30                                                                  | |                                                                     |
| 1957/58                                                                                 |    |    | 12 |     | Tweede Klasse                                                       | 25                                                                  | |                                                                     |
| 1958/59                                                                                 |    |    | 10 |     | Tweede Klasse                                                       | 29                                                                  | |                                                                     |
| 1959/60                                                                                 |    |    | 12 |     | Tweede Klasse                                                       | 25                                                                  | |                                                                     |
| 1960/61                                                                                 |    |    | 15 |     | Tweede Klasse                                                       | 21                                                                  | Winst (2-1) in eindronde voor het behoud tegen Racing Club de Bruxelles                                         |                                                                     |
| 1961/62                                                                                 |    |    | 8  |     | Tweede Klasse                                                       | 31                                                                  | |                                                                     |
| 1962/63                                                                                 |    |    | 12 |     | Tweede Klasse                                                       | 23                                                                  | |                                                                     |
| Als Royal Racing White (fusie van R. White Star Woluwe AC met Racing Club de Bruxelles) |    |    |    |     |                                                                     |                                                                     | |                                                                     |
| 1963/64                                                                                 |    |    | 9  |     | Tweede Klasse                                                       | 28                                                                  | |                                                                     |
| 1964/65                                                                                 |    |    | 1  |     | Tweede Klasse                                                       | 41                                                                  | |                                                                     |
| 1965/66                                                                                 | 12 | 12 |    |     | Eerste Klasse                                                       | 24                                                                  | |                                                                     |
| 1966/67                                                                                 | 13 | 13 |    |     | Eerste Klasse                                                       | 25                                                                  | |                                                                     |
| 1967/68                                                                                 | 11 | 11 |    |     | Eerste Klasse                                                       | 27                                                                  | |                                                                     |
| 1968/69                                                                                 | 13 | 13 |    |     | Eerste Klasse                                                       | 25                                                                  | |                                                                     |
| 1969/70                                                                                 | 8  | 8  |    |     | Eerste Klasse                                                       | 30                                                                  | |                                                                     |
| 1970/71                                                                                 | 5  | 5  |    |     | Eerste Klasse                                                       | 33                                                                  | |                                                                     |
| 1971/72                                                                                 | 4  | 4  |    |     | Eerste Klasse                                                       | 36                                                                  | |                                                                     |
| 1972/73                                                                                 | 3  | 3  |    |     | Eerste Klasse                                                       | 37                                                                  | |                                                                     |
| Als Racing White Daring Molenbeek (fusie van Royal Racing White met Daring Molenbeek)   |    |    |    |     |                                                                     |                                                                     | |                                                                     |
| 1973/74                                                                                 | 3  | 3  |    |     | Eerste Klasse                                                       | 39                                                                  | |                                                                     |
| 1974/75                                                                                 | 1  | 1  |    |     | Eerste Klasse                                                       | 61                                                                  | |                                                                     |
| 1975/76                                                                                 | 3  | 3  |    |     | Eerste Klasse                                                       | 47                                                                  | |                                                                     |
| 1976/77                                                                                 | 4  | 4  |    |     | Eerste Klasse                                                       | 44                                                                  | |                                                                     |
| 1977/78                                                                                 | 7  | 7  |    |     | Eerste Klasse                                                       | 36                                                                  | |                                                                     |
| 1978/79                                                                                 | 5  | 5  |    |     | Eerste Klasse                                                       | 41                                                                  | |                                                                     |
| 1979/80                                                                                 | 3  | 3  |    |     | Eerste Klasse                                                       | 48                                                                  | |                                                                     |
| 1980/81                                                                                 | 7  | 7  |    |     | Eerste Klasse                                                       | 35                                                                  | |                                                                     |
| 1981/82                                                                                 | 7  | 7  |    |     | Eerste Klasse                                                       | 35                                                                  | |                                                                     |
| 1982/83                                                                                 | 10 | 10 |    |     | Eerste Klasse                                                       | 31                                                                  | |                                                                     |
| 1983/84                                                                                 | 17 | 17 |    |     | Eerste Klasse                                                       | 25                                                                  | |                                                                     |
| 1984/85                                                                                 |    |    | 1  |     | Tweede Klasse                                                       | 43                                                                  | |                                                                     |
| 1985/86                                                                                 | 13 | 13 |    |     | Eerste Klasse                                                       | 27                                                                  | |                                                                     |
| 1986/87                                                                                 | 13 | 13 |    |     | Eerste Klasse                                                       | 28                                                                  | |                                                                     |
| 1987/88                                                                                 | 12 | 12 |    |     | Eerste Klasse                                                       | 28                                                                  | |                                                                     |
| 1988/89                                                                                 | 17 | 17 |    |     | Eerste Klasse                                                       | 25                                                                  | |                                                                     |
| 1989/90                                                                                 |    |    | 1  |     | Tweede Klasse                                                       | 46                                                                  | |                                                                     |
| 1990/91                                                                                 | 12 | 12 |    |     | Eerste Klasse                                                       | 28                                                                  | |                                                                     |
| 1991/92                                                                                 | 11 | 11 |    |     | Eerste Klasse                                                       | 29                                                                  | |                                                                     |
| 1992/93                                                                                 | 11 | 11 |    |     | Eerste Klasse                                                       | 31                                                                  | |                                                                     |
| 1993/94                                                                                 | 16 | 16 |    |     | Eerste Klasse                                                       | 25                                                                  | |                                                                     |
| 1994/95                                                                                 | 12 | 12 |    |     | Eerste Klasse                                                       | 31                                                                  | |                                                                     |
| 1995/96                                                                                 | 4  | 4  |    |     | Eerste Klasse                                                       | 53                                                                  | |                                                                     |
| 1996/97                                                                                 | 16 | 16 |    |     | Eerste Klasse                                                       | 35                                                                  | |                                                                     |
| 1997/98                                                                                 | 17 | 17 |    |     | Eerste Klasse                                                       | 31                                                                  | |                                                                     |
| 1998/99                                                                                 |    |    | 7  |     | Tweede Klasse                                                       | 56                                                                  | |                                                                     |
| 1999/00                                                                                 |    |    | 5  |     | Tweede Klasse                                                       | 55                                                                  | |                                                                     |
| 2000/01                                                                                 |    |    | 3  |     | Tweede Klasse                                                       | 61                                                                  | Eerste in eindronde voor promotie met KFC Turnhout, KFC Verbroedering Geel en RAEC Mons                         |                                                                     |
| 2001/02                                                                                 | 10 | 10 |    |     | Eerste Klasse                                                       | 44                                                                  | RWDM behaalde geen proflicentie en werd teruggezet naar Derde Klasse. Uiteindelijk werd stamnummer 47 geschrapt |                                                                     |

## Europese wedstrijden
Uitslagen vanuit gezichtspunt Racing White
| Seizoen | Competitie | Ronde | Land              | Club            | Totaalscore | 1e W    | 2e W    | PUC |
| ------- | ---------- | ----- | ----------------- | --------------- | ----------- | ------- | ------- | --- |
| 1972/73 | UEFA Cup   | 1R    | Vlag van Portugal | GD CUF Barreiro | 0-3         | 0-1 (T) | 0-2 (U) | 0.0 |

Uitslagen vanuit gezichtspunt RWDM
| Seizoen | Competitie  | Ronde | Land                                         | Club                 | Totaalscore  | 1e W    | 2e W       | PUC  |
| ------- | ----------- | ----- | -------------------------------------------- | -------------------- | ------------ | ------- | ---------- | ---- |
| 1973/74 | UEFA Cup    | 1R    | Vlag van Spanje (11 okt. 1945- 20 jan. 1977) | RCD Español          | 4-2          | 3-0 (U) | 1-2 (T)    | 4.0  |
|         |             | 2R    | Vlag van Portugal                            | Vitória FC (Setúbal) | 2-2 u        | 0-1 (U) | 2-1 (T)    | 4.0  |
| 1974/75 | UEFA Cup    | 1R    | Vlag van Schotland                           | Dundee FC            | 5-2          | 1-0 (T) | 4-2 (U)    | 4.0  |
|         |             | 2R    | Vlag van Nederland                           | FC Twente            | 1-3          | 1-2 (U) | 0-1 (T)    | 4.0  |
| 1975/76 | Europacup I | 1R    | Vlag van Noorwegen                           | Viking FK            | 4-2          | 3-2 (T) | 1-0 (U)    | 4.0  |
|         |             | 2R    | Vlag van Joegoslavië                         | HNK Hajduk Split     | 2-7          | 0-4 (U) | 2-3 (T)    | 4.0  |
| 1976/77 | UEFA Cup    | 1R    | Vlag van Denemarken                          | Næstved BK           | 7-0          | 3-0 (U) | 4-0 (T)    | 16.0 |
|         |             | 2R    | Vlag van Polen                               | Wisła Kraków         | 2-2 (5-4 ns) | 1-1 (U) | 1-1 nv (T) | 16.0 |
|         |             | 1/8   | Vlag van Duitsland                           | FC Schalke 04        | 2-1          | 1-0 (T) | 1-1 (U)    | 16.0 |
|         |             | 1/4   | Vlag van Nederland                           | Feyenoord            | 2-1          | 0-0 (U) | 2-1 (T)    | 16.0 |
|         |             | 1/2   | Vlag van Spanje (11 okt. 1945- 20 jan. 1977) | Athletic Bilbao      | 1-1 u        | 1-1 (T) | 0-0 (U)    | 16.0 |
| 1977/78 | UEFA Cup    | 1R    | Vlag van Schotland                           | Aberdeen FC          | 2-1          | 0-0 (T) | 2-1 (U)    | 5.0  |
|         |             | 2R    | Vlag van Duitse Democratische Republiek      | FC Carl Zeiss Jena   | 2-2 (5-6 ns) | 1-1 (T) | 1-1 nv (U) | 5.0  |
| 1980/81 | UEFA Cup    | 1R    | Vlag van Italië                              | Torino Calcio        | 3-4          | 1-2 (T) | 2-2 nv (U) | 1.0  |
| 1996/97 | UEFA Cup    | 1R    | Vlag van Turkije                             | Beşiktaş JK          | 0-3          | 0-0 (T) | 0-3 (U)    | 1.0  |

Totaal aantal punten voor UEFA coëfficiënten: 35.0

## Trainers

### Racing White
| - 1964-1965: Norberto Höfling - 1965-1966: Norberto Höfling - 1966-1967: Norberto Höfling - 1967-1968: Jef Vliers - 1968-1969: Jef Vliers - 1969-1970: Felix Week - 1970-1971: Felix Week - 1971-1972: Felix Week - 1972-1973: Felix Week |

### RWDM
| - 1973-1974: Felix Week - 1974-1975: Felix Week - 1975-1976: Felix Week - 1976-1977: Piet de Visser - 1977-1978: Alex Horvath - 1978-1979: Alex Horvath - 1979-1980: Jean-Pierre Borremans - 1980-1981: Jean-Pierre Borremans - Johan Boskamp - Cor Brom - 1981-1982: Cor Brom - 1982-1983: Jean Dockx - 1983-1984: Johan Vermeersch - 1984-1985: Philippe Garot - 1985-1986: Philippe Garot - Tom Frivaldsky - 1986-1987: Tom Frivaldsky - Alex Horvath - 1987-1988: Paul Van Himst en Erwin Vanden Daele |  | - 1988-1989: Paul Van Himst en Hugo Broos - 1989-1990: Hugo Broos - 1990-1991: Hugo Broos - 1991-1992: Ladislav Novák - Freddy Smets - 1992-1993: Freddy Smets - 1993-1994: Freddy Smets - Freddy Smets en Martin Lippens - 1994-1995: René Vandereycken - 1995-1996: René Vandereycken - 1996-1997: René Vandereycken - 1997-1998: Daniel Renders - Guy Vandersmissen - 1998-1999: Guy Vandersmissen - Daniel Renders - Ariël Jacobs - 1999-2000: Ariël Jacobs - 2000-2001: Ariël Jacobs - Patrick Thairet - 2001-2002: Patrick Thairet - Emilio Ferrera |

## Sponsors
- 1973-1978: L'Ecluse
- 1978-1981: Boule d'Or
- 1981-1983: L'Ecluse/Grundig
- 1983-1986: Kathy Toffee
- 1986-1992: Sony
- 1992-1996: Belgacom
- 1996-1997: Sony
- 1998-2000: RVS Verzekeringen
- 2001-2002: Daoust Interim

## Belgische internationals
- Michel De Wolf (42 interlands in 1980-1984)
- Maurice Martens (26 interlands in 1971-1980)
- Odilon Polleunis (22 interlands in 1968-1975)
- Jacques Teugels (13 interlands in 1970-1976)
- Frédéric Pierre (8 interlands in 1996-1999)
- Willy Wellens (7 interlands in 1976-1981)
- André Stassart (5 interlands in 1967-1971)
- Fons Bastijns (3 interlands in 1970-1977)
- Armand Van De Kerkhove (2 interlands in 1940)
- Hubert Cordiez (1 interland in 1977)
- Gérard Desanghere (1 interland in 1977)
- Geert Emmerechts (1 interland in 1988)